# Alexi
|  | Wiktionary har en ordboksartikel om alexi. |

Alexi är en förvärvad störning av läsförmågan.
Vid alexi har något område i hjärnan, som är viktigt för läsfunktionen, blivit skadat till följd av en hjärnskada (till exempel stroke eller traumatisk hjärnskada).

## Olika typer av alexier
Man skiljer på centrala och perifera typer av alexi. Alla typerna beror dock på skada i centrala nervsystemet (hjärnan). Vid central alexi är rent språkliga funktioner påverkade (till exempel ordavkodning), medan skadan påverkar icke-språkliga funktioner såsom perception och motorik vid perifer alexi.

### Perifera alexier
Ren alexi (äv. bokstavsvis läsning eller letter-by-letter reading) yttrar sig genom att man inte kan avkoda hela ord. Läsning måste ske bokstav för bokstav. Korta ord kan gå bra att avkoda i sin helhet, men det blir mycket mödosamt att läsa längre ord. Man kan fortfarande skriva och kan faktiskt bli hjälpt i sin läsning genom att skriva det ord man försöker läsa i luften.
Neglektalexi yttrar sig i att man inte läser text som befinner sig till vänster, till exempel vänstra halvan av ett ord. (Se även neglekt).
Uppmärksamhetsalexi yttrar sig i att man inte kan fokusera på det ställe man befinner sig på i texten. Detta orsakar märkliga läsningsfel då ord kan "vandra omkring" mellan rader och olika delar av rader.

### Centrala alexier
Ytalexi yttrar sig i att man endast kan läsa ord som stavas regelbundet, som de låter. Den ordförrådsbaserade läsningen är störd. Alexin är ett högläsningsproblem, och drabbar inte nödvändigtvis förståelsen av orden.
Fonologisk alexi yttrar sig i problem med att läsa okända ord och nonsens-ord. Den bokstavsvisa läsningen är störd.
Djupalexi är den allvarligaste formen av alexi och förekommer ofta samtidigt med allvarlig afasi. Man kan inte läsa ord som man inte redan kan, till exempel pseudoord, och misslyckas med att säga välkända ord rätt. Resultatet blir att man läser ut en semantisk parafasi, det vill säga ett ord med liknande betydelse. Detta beror troligen på att det fonologiska systemet är så skadat att högläsningen av ett ord måste ta omvägen runt associationer som finns i närheten av ordet.
Alexi uppträder vid skador i vänster hjärnhalva där vissa av förbindelserna i den visuella huvudvägen avbrutits.